# 布盧芒茲鎮區 (明尼蘇達州波普縣)
布盧芒茲鎮區（英語：Blue Mounds Township）是位於美國明尼蘇達州波普縣的一個行政鎮區。

## 地方資料
布盧芒茲鎮區的面積為92.94平方千米，當中陸地面積為90.15平方千米，而水域面積為2.79平方千米。根據2020年美國人口普查的數據，當地共有人口177人，而人口密度為每平方千米1.9人。